# Wickrathberg
Wickrathberg is een dorp behorende tot de stad Mönchengladbach (stadsdeel Wickrath), in de Duitse deelstaat Noordrijn-Westfalen. Het dorp telt 2200 inwoners.
Het dorp behoorde in de middeleeuwen en vroegmoderne tijd tot de heerlijkheid Wickrath. De synagoge van Wickrathberg werd in november 1938 tijdens de Kristallnacht vernield. Er rest slechts een gedenkplaat in het plaveisel van de Berger Dorfstraße ter hoogte van nummer 27.
In 1945, na afloop van de Tweede Wereldoorlog, legde het Amerikaanse leger in de driehoek tussen Güdderath, Hochneukirch en Wickrathberg een groot tijdelijk krijgsgevangenenkamp aan, een van de zogenoemde "Rheinwiesen".